# Serra do Salitre (kommun)
Serra do Salitre är en kommun i Brasilien.   Den ligger i delstaten Minas Gerais, i den sydöstra delen av landet, 400 km söder om huvudstaden Brasília. Antalet invånare är 10 541.
Följande samhällen finns i Serra do Salitre:
- Serra do Salitre

Omgivningarna runt Serra do Salitre är huvudsakligen savann. Runt Serra do Salitre är det glesbefolkat, med 9 invånare per kvadratkilometer.